# Joseph De Moor
Ne pas confondre avec Joseph DeMoor, coureur de fond américain.
 (février 2021).
Si vous disposez d'ouvrages ou d'articles de référence ou si vous connaissez des sites web de qualité traitant du thème abordé ici, merci de compléter l'article en donnant les références utiles à sa vérifiabilité et en les liant à la section « Notes et références ».
Joseph Jacques François De Moor, né le 12 avril 1844 à Bruxelles et mort le 3 avril 1905 à Ath fut un homme politique catholique belge.
Joseph De Moor suit des études en droit à l’Université Catholique de Louvain dont il sort Docteur en droit, il s’installe en juin 1872 comme notaire à Ath. Militant de l’association catholique de sa commune, il préside celle-ci de 1896 à 1901.
Joseph De Moor sera plusieurs fois candidat malheureux du parti catholique aux élections législatives  pour la Chambre entre 1884 et 1900. Il est tout aussi malheureux en 1894 devant le conseil provincial du Hainaut pour l’élection des 4 sénateurs  provinciaux. C’est presque par surprise qu’il est élu sénateur provincial de la province de Hainaut le 20 juillet 1898. Une partie des conseillers provinciaux du parti libéral ayant fait défection en sa faveur, il est élu au détriment du sénateur socialiste sortant Henri La Fontaine. Il n’est pas réélu en 1900, socialistes et libéraux ayant reconstitué leur coalition « anti-cléricale » au niveau de la province.

## Sources
- Le Journal de Bruxelles, N°97, édition du 7 avril 1905
- Le Courrier de l’Escaut, N°81, édition du 6 avril 1905